# هنتر وود
هنتر وود (بالإنجليزية: Hunter Wood)‏ هو لاعب كرة قاعدة أمريكي، ولد في 12 أغسطس 1993 في روجرز في الولايات المتحدة.

## وصلات خارجية
- هنتر وود على موقع دوري كرة القاعدة الرئيسي (الإنجليزية)
- هنتر وود على موقعبيزبول رفرنس.كوم (الدوري الرئيسي) (الإنجليزية)
- هنتر وود على موقعبيزبول رفرنس.كوم (الدوري الثانوي) (الإنجليزية)
- هنتر وود على موقع إي إس بي إن.كوم (أم.أل.بي) (الإنجليزية)
- هنتر وود على موقع مشجعي الرسوم البيانية (الإنجليزية)